# Mega Man Xtreme
Mega Man Xtreme, conocido en Japón como  Rockman X: Cyber Mission (ロックマンＸ サイバーミッション  Rokkuman Ekkusu Saibā Misshon?), es un videojuego desarrollado por Capcom para la videoconsola portátil Game Boy Color. Es un spin-off de la saga Mega Man X, la cual había comenzado en  Super Nintendo. Cronológicamente, los eventos de Mega Man Xtreme ocurren entre Mega Man X2 y Mega Man X3.
Mega Man Xtreme cuenta con un modo de juego igual que el de sus predecesores. Un juego de acción/plataformas en el que el jugador viaja a través de una serie de escenarios, recogiendo diversos power-ups, y derrotando al jefe de cada escenario para obtener su arma especial. Xtreme incluye escenarios, enemigos y jefes de Mega Man X y Mega Man X2. 
El juego fue seguido por una secuela directa, Mega Man Xtreme 2, también para la Game Boy Color.

## Historia
Poco después del regreso de Zero y la segunda caída de Sigma, X se encuentra en una zona conocida luchando contra los enemigos que derrotó hace mucho tiempo. Cuando vuelve en sí, Zero y un técnico en computación llamado Middy explican que alguien se ha introducido en la computadora madre de los Maverick Hunters y la está usando para volver a crear los datos de Mavericks del pasado y aterrorizar al mundo. Ahora X debe dejar a Middy, que lo metió en el mundo digital para luchar contra los malvados hackers, Zain y Geemel.